# 2 (álbum de I-dle)
2 es el segundo álbum de estudio del grupo femenino surcoreano I-dle, que fue lanzado el 29 de enero de 2024 por Cube Entertainment. El álbum contiene ocho pistas, incluyendo su sencillo de prelanzamiento llamado «Wife» y su sencillo principal titulado «Super Lady».

## Antecedentes y lanzamiento
El 1 de diciembre de 2023, el medio surcoreano News1 informó que I-dle lanzaría su segundo álbum de estudio en enero de 2024. En respuesta al informe, la agencia del grupo, Cube Entertainment, señaló que «(G)I-dle se está preparando para un regreso con el objetivo de lanzar su nuevo álbum de larga duración en enero del próximo año». Esto tras ocho meses después de su sexto miniálbum, I Feel, que fue lanzado en mayo de 2023, y aproximadamente un año y diez meses desde su primer álbum de larga duración, I Never Die, lanzado en marzo de 2022.
El 8 de enero de 2024 a la medianoche de Corea del Sur, las cuentas oficiales de I-dle anunciaron oficialmente la fecha y los detalles de su segundo álbum de estudio, cuyo título es 2, para ser lanzado el 29 de enero de 2024. El anuncio vino acompañado de un póster conceptual.

## Recepción

### Rendimiento comercial
Cinco días antes del lanzamiento del álbum, el 24 de enero de 2024, Cube Entertainment informó que los pedidos anticipados del trabajo musical habían alcanzado las 1,8 millones de copias prevendidas, convirtiéndose en el álbum con la mayor cantidad de ventas anticipadas del grupo, superando las 1,1 millones de copias alcanzadas con su sexto miniálbum I Feel de 2023.

### Controversia
El 23 de enero de 2024, dos días después del lanzamiento del sencillo de prelanzamiento titulado «Wife», la estación televisiva y de medios surcoreana KBS informó que la canción no sería considerada para ser emitida en alguno de sus programas, debido a su «letra sugerente y matices sexuales», al igual que la pista «Rollie», esta última por mencionar marcas comerciales en su letra. Cube Entertainment informó dos días después que había decidido no solicitar una reconsideración respecto a esta decisión, ya que tanto «Wife» como «Rollie» no serían parte de las promociones del grupo. Por otra parte, tanto SBS como MBC, las otras dos grandes cadenas de transmisión surcoreanas, la consideraron elegible para su emisión.

## Lista de canciones
| CD / Descarga digital |                                     |                                            |                                                          |                                       |          |  |
| N.º                   | Título                              | Letras                                     | Música                                                   | Arreglo                               | Duración |  |
| 1.                    | «Super Lady»                        | Soyeon                                     | Soyeon, Pop Time, Daily, Likey                           | Soyeon, Pop Time, Daily, Likey        | 2:32     |  |
| 2.                    | «Revenge»                           | Soyeon                                     | Soyeon, Pop Time, Kako                                   | Soyeon, Pop Time, Kako                | 2:24     |  |
| 3.                    | «Doll»                              | Yuqi, BOYTOY, Jayins, MOJO                 | Yuqi, BOYTOY, MOJO, Jayins, Lee Seung Hoon               | Lee Seung Hoon                        | 2:33     |  |
| 4.                    | «Vision»                            | Miyeon, Minnie, ROYDO                      | Minnie, BreadBeat, Shin Kung                             | BreadBeat, Shin Kung                  | 2:40     |  |
| 5.                    | «7Days»                             | Minnie, Tim Tan                            | Minnie, BreadBeat                                        | BreadBeat                             | 3:18     |  |
| 6.                    | «Fate» (나는 아픈 건 딱 질색이니까) | Soyeon                                     | Soyeon, Pop Time, Daily, Likey                           | Soyeon, Pop Time, Daily, Likey        | 2:41     |  |
| 7.                    | «Rollie»                            | Yuqi, BOYTOY, Melli (PLZ), 213 (PLZ), MOJO | Yuqi, BOYTOY, Melli (PLZ), 213 (PLZ), MOJO, Milli Oshyun | 213 (PLZ), MOJO, Milli Oshyun, BOYTOY | 2:43     |  |
| 8.                    | «Wife»                              | Soyeon                                     | Soyeon, Daily, Likey, Pop Time                           | Soyeon, Daily, Likey, Pop Time        | 2:01     |  |
| 20:52                 |                                     |                                            |                                                          |                                       |          |  |

## Reconocimientos

### Premios y nominaciones
| Ceremonia              | Año  | Categoría                           | Resultado | Ref.   |
| ---------------------- | ---- | ----------------------------------- | --------- | ------ |
| Asian Pop Music Awards | 2024 | Mejor álbum del año                 | Nominado  | [ 9 ]  |
| Asian Pop Music Awards | 2024 | Top 20 álbumes del año (extranjero) | Ganador   | [ 10 ] |
| Golden Disc Awards     | 2025 | Álbum del año (daesang)             | Nominado  | [ 11 ] |
| Golden Disc Awards     | 2025 | Mejor álbum (bonsang)               | Ganador   | [ 11 ] |

## Posicionamiento en listas
| Lista (2024)               | Mejor posición |
| -------------------------- | -------------- |
| Bélgica (Ultratop Flandes) | 39             |
| Corea del Sur (Circle)     | 1              |
| Estados Unidos (Billboard) | 132            |
| Japón (Oricon)             | 19             |
| Portugal (AFP)             | 7              |

## Certificaciones
| País                                                     | Certificación | Ventas     |
| -------------------------------------------------------- | ------------- | ---------- |
| Corea del Sur (KMCA)                                     | Millón        | 1 000 000^ |
| ^cifras de envíos basadas únicamente en la certificación |               |            |

## Historial de lanzamiento
| País          | Fecha               | Formato                    | Discográfica               |
| ------------- | ------------------- | -------------------------- | -------------------------- |
| Varios        | 29 de enero de 2024 | Descarga digital streaming | Cube Entertainment Kakao M |
| Corea del Sur | 30 de enero de 2024 | CD                         | Cube Entertainment Kakao M |